# Chaliniastis
Chaliniastis là một chi bướm đêm thuộc họ Gelechiidae.